# Боатенг, Эммануэль (футболист, 1994)
Эммануэль Агьеним Боатенг (англ. Emmanuel Agyenim "Ema" Boateng; 17 января 1994, Аккра, Гана) — ганский футболист, вингер клуба «Сан-Диего».

## Клубная карьера
Боатенг выступал за команду Калифорнийского университета в Санта-Барбаре, в котором учился после переезда его семьи в США.
В 2013 году Эммануэль выступал в четвёртом дивизионе за команду «Вентури Каунти Фьюжн».
Летом того же года Боатенг подписал соглашение со шведским «Хельсингборгом». 5 августа в матче против «Юргордена» он дебютировал в Аллсвенскане. 30 апреля 2015 года в поединке против «Сундсвалля» Эммануэль забил свой первый гол за «Хельсингборг».
В начале 2016 года Боатенг вернулся в США, став игроком «Лос-Анджелес Гэлакси». 12 марта в матче против «Колорадо Рэпидз» он дебютировал в MLS. 23 апреля в поединке против «Реал Солт-Лейк» Эммануэль забил свой первый гол за «Лос-Анджелес Гэлакси», а также отдал две голевые передачи, за что был назван игроком недели в MLS. По окончании сезона 2018 контракт Боатенга с «Лос-Анджелес Гэлакси» истёк, но 14 января 2019 года клуб переподписал игрока.
7 августа 2019 года Боатенг был продан в «Ди Си Юнайтед» за $250 тыс. целевых распределительных средств. За вашингтонский клуб он дебютировал 17 августа в матче против «Ванкувер Уайткэпс», заменив на 67-й минуте Леонардо Хару.
14 августа 2020 года Боатенг был обменян на Акселя Хёберга в «Коламбус Крю». За «Крю» он дебютировал 20 августа в матче против «Чикаго Файр», заменив на 75-й минуте Деррика Этьенна. По окончании сезона 2020 «Коламбус Крю» не продлил контракт с Боатенгом.
7 января 2021 года Боатенг на правах свободного агента присоединился к «Нью-Инглэнд Революшн». За «Нью-Инглэнд» он дебютировал 7 июля в матче против «Торонто», в котором, выйдя на замену во втором тайме, отметился результативной передачей. 21 августа в матче против «Цинциннати» он забил свой первый гол за «Ревс», а также отдал голевую передачу. По окончании сезона 2022 «Нью-Инглэнд Революшн» не стал продлевать контракт с Боатенгом согласно опции, но 24 февраля 2023 года клуб подписал с игроком новый однолетний контракт, до конца сезона 2023, с опцией продления ещё на один год, на сезон 2024. По окончании сезона 2023 «Нью-Инглэнд Революшн» отклонил опцию продления контракта с Боатенгом, но 2 января 2024 года клуб переподписал контракт с игроком на один год, сезон 2024, с опцией продления на ещё один год, сезон 2025. По окончании сезона 2024 «Нью-Инглэнд Революшн» активировал однолетнюю опцию продления контракта Боатенга на сезон 2025.
6 января 2025 года Боатенг был продан в клуб-новичок MLS «Сан-Диего» за $200 тыс. в общих распределительных средствах.

## Достижения
Командные
 «Коламбус Крю»
- Чемпион MLS (обладатель Кубка MLS): 2020

 «Нью-Инглэнд Революшн»
- Победитель регулярного чемпионата MLS: 2021